# 90 экспериментальный завод
«90 экспериментальный завод» — российское предприятие оборонно-промышленного комплекса, производящее продукцию специального технического назначения. Завод расположен в посёлке Птичное Новомосковского административного округа Москвы.

## История
История завода официально началась 25 июля 1929 года, когда на базе ремонтной мастерской совхоза «Птичное» (Наро-Фоминский район) было создано предприятие по производству сельскохозяйственного оборудования. Позднее организация была отделена от совхоза и в 1932 году передана в управление Всесоюзного института электрификации сельского хозяйства (ВИЭСХ).
Новая специализация была обретена в 1933 году. По решению ЦК РКИ Наркомзема СССР организация вошла в состав Треста ремонтных предприятий и получила название «Красно-Пахорский ремонтный завод». В то же время произошёл переход к производству подвижных ремонтных средств для различных видов техники. С 1935 года завод выполнял специальные заказы для управлений РККА (ВВС, Артиллерийского, Санитарного, Картографического). С 1937 года осуществляется выпуск мастерских для ремонта бронетанковой техники типа «А».
В годы Великой Отечественной войны предприятием было изготовлено 5748 подвижных ремонтных мастерских на базе автомобильной техники. За вклад в борьбу с гитлеровскими захватчиками более двухсот работников были награждены соответствующими орденами и медалями. В 1941—1942 годах предприятие передано в ведение Главного автобронетанкового управления Красной Армии МО СССР и переименовано в «Автобронетанковый ремонтный завод № 90», с того времени оно официально подчинено вооружённым силам.
В послевоенное время спектр производимого оборудования и техники регулярно расширялся. В период с 1946 по 1980 год на предприятии выпускались мастерские типа ТРМ-А-49, ТРМ-Б-49, электрогазосварочные мастерские, подвижные станции для зарядки и ремонта аккумуляторов, мастерские по ремонту оптики. Одной из основных задач предприятия стало испытание усовершенствованных типов мастерских для обслуживания бронетанковой и автомобильной техники (на базе шасси ЗИЛ-157 и ЗИЛ-131). В 1980-е годах «90 экспериментальный завод» освоил производство комплектов командно-штабных машин на базе шасси УРАЛ-37.
Завод внёс существенный вклад в техническое оснащение советских и российских войск. Подвижные ремонтные мастерские стали опорой в эксплуатации автобронетанковой техники СССР и России. Деятельность предприятия была высоко оценена зарубежными партнёрами: в период с 1970 по 2000 год «Бронетанковый ремонтный завод № 90» экспортировал продукцию в более чем 30 стран мира.
В 1990-е и 2000-е годы предприятие (с 2001 года — ФГУП «90 экспериментальный завод») продолжило активную производственно-испытательную деятельность: разрабатывались мастерские для ремонта и обслуживания последнего поколения (КМ-4320М, ТРМ-95У, МЭС-95 на шасси автомобиля УРАЛ-43203, а также ТРМ-80, МТО-80, ТРМ-90У, МЭС на шасси автомобилей ЗИЛ-433422 и ЗИЛ-131). В эксплуатацию введены участки технического обслуживания в универсальных кузовах-фургонах КМ-131К и КМ-4320К без шасси.
В 2007 году предприятие было выведено из состава Министерства обороны и реорганизовано в акционерное общество.

## Современная деятельность и производство
В настоящее время завод выпускает подвижные мастерские (МЭС, ТРМ-80, МТО-80) и машины общего назначения на базе шасси «Урал» и «КамАЗ», контейнеры-фургоны, паркогаражное оборудование. Также предоставляются услуги капитального ремонта и механической обработки.